# مايكل تشابمان
مايكل تشابمان (بالإنجليزية: Michael Chapman)‏ هو عازف قيثارة ومغن مؤلف بريطاني، ولد في 24 يناير 1941 في ليدز في المملكة المتحدة.

## وصلات خارجية
- مايكل تشابمان على موقع ميوزك برينز (الإنجليزية)
- مايكل تشابمان على موقع إن إن دي بي (الإنجليزية)
- مايكل تشابمان على موقع ديسكوغز (الإنجليزية)